# Sa mu dầu
Sa mu dầu có tên khoa học Cunninghamia konishii (còn được gọi là Sa mộc dầu; Mạy lâng lênh, Mạy lung linh, Sa mộc quế phong) là một loài thực vật hạt trần trong họ Cupressaceae. Loài này được Hayata mô tả khoa học đầu tiên năm 1908.

## Phân bố địa lý
Sinh trưởng ở miền trung và nam Trung Quốc, Đài Loan, Lào. Ở Việt Nam ở tỉnh Nghệ An.